# Komet Brewington
Komet Brewington (uradna oznaka je 154P/Brewington) je periodični komet z obhodno dobo okoli 10,7 let. 
Komet pripada Jupitrovi družini kometov .

## Odkritje
Komet je 7. junija 1992 odkril ameriški astronom Howard J. Brewington v Cloudcroftu v Novi Mehiki, ZDA .